# کالاو (یوتا)
کالاو (به انگلیسی: Callao) یک منطقهٔ مسکونی در ایالات متحده آمریکا است که در شهرستان جواب واقع شده‌است. کالاو ۱٬۳۲۲ متر بالاتر از سطح دریا واقع شده‌است.